# I'm a King Bee
«I'm a King Bee» — пісня американського блюзового музиканта Сліма Гарпо, яка вийшла синглом у 1957 році на лейблі Excello Records. Пізніше вона ввійшла до дебютного альбому Гарпо Rainin' in My Heart (1961).
Записана у березні 1957 року на студії J. D. Miller Studio в Краулі (Луїзіана). У записі Сліму Гарпо (вокал, губна гармоніка) акомпанували Гітар Гейбл (гітара), Джон «Фетс» Перродін (бас) і Кларенс «Джокі» Отьєнн (ударні).
У 2008 році пісня була включена до Зали слави премії «Ґреммі».
Пісню перезаписали багато інших виконавців, зокрема The Rolling Stones (увійшла до дебютного однойменного альбому), Pink Floyd, Мадді Вотерс та ін.